# Provinz Tahuamanu
Die Provinz Tahuamanu liegt in der Region Madre de Dios im Südosten von Peru. Die Provinz hat eine Fläche von 21.197 km². Beim Zensus im Jahr 2017 lebten 11.047 Menschen in der Provinz. 10 Jahre zuvor lag die Einwohnerzahl bei 10.742. Verwaltungssitz ist die Gemeinde Iñapari. Im Westen der Provinz liegt der Nationalpark Alto Purús.

## Geographische Lage
Die Provinz Tahuamanu liegt im Norden der Region Madre de Dios im Amazonastiefland. Sie besitzt eine Längsausdehnung in WNW-OSO-Richtung von etwa 360 km. Der Río Tahuamanu, linker Quellfluss des Río Orthon, durchfließt die Provinz in östlicher Richtung. Der Río Acre verläuft entlang der Nordostgrenze, der Río Las Piedras entlang der Südwestgrenze. Die am Río Acre gelegene Provinzhauptstadt Iñapari liegt am Dreiländereck Peru-Bolivien-Brasilien.
Die Provinz Tahuamanu grenzt im Nordosten an Brasilien, im Osten an Bolivien, im Süden an die Provinz Tambopata sowie im Nordwesten an die Region Ucayali.

## Verwaltungsgliederung
Die Provinz Tahuamanu ist in drei Distrikte unterteilt. Der Distrikt Iñapari ist Sitz der Provinzverwaltung.
| Distrikt  | Verwaltungssitz |
| --------- | --------------- |
| Iberia    | Iberia          |
| Iñapari   | Iñapari         |
| Tahuamanu | San Lorenzo     |